# Пурано (Верона)
Пурано је насеље у Италији у округу Верона, региону Венето.
Према процени из 2011. у насељу је живело 124 становника. Насеље се налази на надморској висини од 421 м.